# Lambert Ier de Louvain
 (septembre 2024).
Lambert Ier dit le Barbu, né vers 950 et mort le 12 septembre 1015 à Florennes, est comte de Louvain de 988 à 1015 et de Bruxelles de 994 à 1015. Il est le fils de Régnier III, comte de Hainaut.

## Biographie
Il est encore adolescent quand en 958, il se réfugie à la cour de France avec sa famille lorsque son père est exilé en Bohême par l'archevêque Brunon de Cologne.
En 973, avec son frère Régnier, il attaque les comtes Renaud et Garnier, à qui le Hainaut a été confié, les tue à Péronne et commence à occuper le Hainaut, mais l'empereur Otton II le repousse.
En 976, les deux frères tentent une autre expédition qui se termine par une défaite près de Mons le 19 avril 976. Mais l'empereur doit finalement faire des concessions et donne à Régnier le comté de Mons et à Lambert le comté de Louvain. Ces deux comtés provenaient de l'ancien comté de leur père. Lambert épouse vers 990, Gerberge, fille du Carolingien Charles, duc de Basse-Lotharingie et reçoit en dot le comté de Bruxelles (région entre la Senne et la Dyle). 
Il acquiert également les titres d'avoué des abbayes de Nivelles et de Gembloux. Toutes ces acquisitions sont à la base de la puissance de ses descendants, qui deviennent plus tard ducs de Brabant.
Il est possible qu'il revendique le duché de Basse-Lotharingie à la mort de son beau-frère Othon, mais rien ne permet de le confirmer, et l'empereur confie le duché à la maison de Verdun.
Il soutient le comte Baudouin IV en 1005 lorsque ce dernier s'empare de Valenciennes et s'oppose à l'empereur Henri II, mais est probablement vaincu car il doit lui remettre son fils en otage.
En 1012, le duc Godefroy Ier de Basse-Lotharingie est envoyé par l'empereur pour le forcer à l'obéissance. Godefroy assiège Louvain, mais sans succès. Lambert se brouille avec l'évêque de Liège, et le bat. En 1015, Godefroy l'attaque de nouveau et dévaste son comté. Rejoint par son neveu Régnier V de Mons, Lambert livre combat à Godefroy à Florennes, et est tué au cours de la bataille.

## Mariage et descendance
De son épouse la Carolingienne Gerberge de Basse-Lotharingie, fille de Charles de Basse-Lorraine, il a :
- Henri Ier († 1038), comte de Louvain ;
- Lambert II († après le 21 septembre 1062), comte de Louvain successeur de son frère aîné ;
- Mathilde ou Mahaut, mariée à Eustache Ier, comte de Boulogne.